# Гилёва, Мария Ивановна
Мария Ивановна Гилёва (Хализова) (13 мая 1929, Ленинский, Иглинский район, БАССР — 8 апреля 2008, там же) — советская доярка молочно-товарной фермы колхоза «Путь Ленина» Иглинского района БАССР. Герой Социалистического Труда (1966). Депутат Верховного Совета РСФСР VI созыва (1963—1967).

## Биография
Родилась 13 мая 1929 года в деревне Ленинский Иглинского района, Башкирская ССР, в многодетной семье. У отца, Ивана Михайловича, и матери, Ксении Трофимовны, было 12 детей: 10 девочек и два мальчика.
Получила неполное среднее образование. В 16 лет пошла работать на «Ленинскую ферму»[уточнить]. Вначале ухаживала за стельными тёлками. Потом год кормила и поила телят, группу коров.
В 1945—1953 годах работала телятницей, затем дояркой, с 1963 года — старшей дояркой молочно-товарной фермы в колхозе «Путь Ленина» Нуримановского (позже Иглинского) района.
Из года в год добивалась высоких производственных показателей — надаивала около 2000 килограммов молока на одну фуражную корову. В 1957 году надои с одной коровы по её группе составляли 3117 килограммов, в 1959 году — 3493 килограмма, в 1961 году — 3877 килограммов. По молочно-товарной ферме за эти годы показатели поднялись с 2977 до 3596 килограммов. Наряду с обслуживанием своей группы коров проводила большую организаторскую работу по руководству коллективом, зоотехническому учёту и отчётности фермы.
За достигнутые успехи в развитии животноводства, увеличении производства и заготовок мяса, молока и другой продукции Указом Президиума Верховного Совета СССР от 22 марта 1966 года М. И. Хализовой присвоено звание Героя Социалистического Труда.
До 1985 года работала дояркой в колхозе «Путь Ленина» Иглинского района.
Депутат Верховного Совета РСФСР VI созыва (1963—1967). Делегат III Всесоюзного съезда колхозников и VII съезда уполномоченных потребительской кооперации СССР. Избиралась депутатом иглинского районного совета.
Умерла 8 апреля 2008 года в деревне Ленинский.

## Награды
- Герой Социалистического Труда (1966)
- орден Ленина